# Marco Cribari
Marco Cribari (Zürich, 7 juli 1985) is een voormalige Zwitserse atleet, die zich had toegelegd op de sprint, met name op de 200 m. Hij heeft eenmaal deelgenomen aan de Olympische Spelen, twee keer aan de wereld- en eenmaal aan de Europese kampioenschappen op de 200 m. Cribari behoorde ook een tijd tot de nationale 4 x 100 m estafetteploeg, die in 2008 en 2009 meerdere malen een Zwitsers record heeft gelopen. Hij is dat record tijdens de Europese kampioenschappen van 2010 kwijtgeraakt.

## Biografie

### Eerste internationale kampioenschappen
Marco Cribari deed tot zijn achttiende naast atletiek, ook aan voetbal. Daarna stapte hij volledig over naar atletiek. Op zijn negentiende mocht hij al meedoen aan het wereldkampioenschappen voor junioren van 2004. Met een tijd van 21,73 s kwam hij daar niet verder dan een zesde plaats in zijn serie en bleef dus steken in de voorronde.
In 2006 nam Cribari deel aan de EK op de 200 m en de 4 x 100 m estafette. Bij de 200 m werd hij met 21,16 laatste in zijn serie in de voorronde. Ook bij de estafette wist Cribari zich niet in de finale te lopen. Met 39,59 werd de estafetteploeg, waarin hij samen met Andreas Baumann, Marc Niederhauser en Markus Lüthi in actie kwam, negende van het totale veld en kwam daarmee twee honderdste van een seconde tekort voor een finaleplek.

### Finaleplaats op EK U23
In 2007 deed Cribari mee aan de Europese kampioenschappen voor neo-senioren. Hier was hij succesvoller; in de series eindigde hij met 20,91 als tweede, waarmee hij zich direct kwalificeerde voor de halve finale. Ook deze ronde was succesvol voor hem, hij werd hierin derde in 20,97 en kwam dus in de finale. Hierin bleef hij met 21,08 zes honderdste van een seconde en twee plaatsen verwijderd van een podiumplaats.

### Deelname aan WK's en OS
De wereldkampioenschappen van 2007 kunnen ook succesvol worden genoemd voor Cribari. Hij werd in de voorrondes zevende, maar door zijn tijd van 20,71 kon hij toch door naar de kwartfinales. Hij werd hierin opnieuw zevende, ditmaal in 20,86, wat deze keer niet genoeg was voor de volgende ronde. In dat seizoen verbeterde hij door 20,54 te lopen het Zwitsers record voor neo-senioren.
Het jaar erna nam Cribari deel aan de Olympische Spelen van Peking. Hij kwam hier op de 200 m niet verder dan de series, waarin hij 20,98 liep. Op de 4 x 100 meter estafette boekte hij dat seizoen meer successen. Bij de Meeting de Atletismo Madrid, een World Challenge Meeting, werd hij samen met Andreas Baumann, Marc Schneeberger en Reto Schenkel eerste in een nationaal record van 38,99. In 2009 werd dit bij de Weltklasse Zürich verder verbeterd tot 38,78.
In dat jaar deed Marco Cribari ook mee aan het WK in Berlijn. Hij werd op de 200 m tweede in zijn serie in een tijd van 20,80, waarmee hij zich direct kwalificeerde voor de kwartfinales. In die kwartfinale werd hij vierde in zijn serie, wat niet genoeg was voor de halve finale.

### Einde atletiekloopbaan
Aan het eind van het seizoen, in oktober 2009, maakte Cribari bekend dat hij zou stoppen met topatletiek, omdat dat niet meer te combineren viel met zijn studie medicijnen. Een rentree werd door hem niet uitgesloten. Hij werd dat jaar nog wel tot Zwitsers atleet van het jaar gekozen.
Cribari heeft in totaal tien keer de 21-seconden grens doorbroken. Hij was aangesloten bij atletiekvereniging LC Zürich.

## Titels
- Zwitsers kampioen 100 m - 2007, 2008
- Zwitsers kampioen 200 m - 2009

## Statistieken

### Nationale Records
Outdoor
| Onderdeel   | Prestatie | Datum            | Plaats |
| ----------- | --------- | ---------------- | ------ |
| 200 m (U23) | 20,54 s   | 9 juni 2007      | Genève |
| 4 x 100 m   | 39,02 s   | 16 juni 2008     | Genève |
| 4 x 100 m   | 38,99 s   | 5 juli 2008      | Madrid |
| 4 x 100 m   | 38,78 s   | 28 augustus 2009 | Zürich |

### Persoonlijke records
Outdoor
| Onderdeel | Prestatie | Datum             | Plaats     |
| --------- | --------- | ----------------- | ---------- |
| 100 m     | 10,35 s   | 28 juli 2007      | Lausanne   |
| 150 m     | 15,75 s   | 18 mei 2008       | Regensdorf |
| 200 m     | 20,54 s   | 9 juni 2007       | Genève     |
| 300 m     | 32,92 s   | 9 mei 2009        | Lausanne   |
| 400 m     | 47,38 s   | 20 september 2008 | Genève     |

Indoor
| Onderdeel | Prestatie | Datum            | Plaats     |
| --------- | --------- | ---------------- | ---------- |
| 60 m      | 6,86 s    | 31 januari 2009  | Magglingen |
| 200 m     | 21,52 s   | 14 februari 2009 | St. Gallen |

### Prestatieontwikkeling
Outdoor
| Jaar | 100 m    | 150 m   | 200 m   | 300 m   |
| ---- | -------- | ------- | ------- | ------- |
| 2003 | 11,01 s  |         | 22,10 s |         |
| 2004 | 10,72 s* |         | 21,38 s | 35,06 s |
| 2005 | 10,59 s  |         | 21,47 s | 33,98 s |
| 2006 | 10,52 s  | 15,85 s | 20,98 s |         |
| 2007 | 10,35 s  | 15,93 s | 20,54 s |         |
| 2008 | 10,40 s  | 15,75 s | 20,76 s |         |
| 2009 | 10,37 s  |         | 20,58 s | 32,92 s |

* met te veel wind mee van 2,9 m/s, anders 10,92 s
Indoor
| Jaar | 60 m   | 200 m   |
| ---- | ------ | ------- |
| 2004 | 7,17 s |         |
| 2005 | 7,03   |         |
| 2006 | 6,98 s |         |
| 2007 | 6,87 s | 21,67 s |
| 2008 | 6,90 s | 21,57 s |
| 2009 | 6,86 s | 21,52 s |

## Palmares

### 100 m
- 2006: 6e Zwitserse kamp. - 10,61 s
- 2007:  Zwitserse kamp. - 10,35 s
- 2008:  Zwitserse kamp. - 10,44 s

### 200 m
- 2004: 34e WJK - 21,73 s
- 2006: 38e EK - 21,16 s
- 2006: 7e Weltklasse Zürich - 21,46 s
- 2007: 5e EK U23 - 21,08 s
- 2007: 25e WK - 20,86 s
- 2007:  Zwitserse indoorkamp. - 21,67 s
- 2008: 37e OS - 20,98 s
- 2009:  Zwitserse kamp. - 20,83 s
- 2009: 8e Memorial Van Damme - 20,99 s
- 2009: 13e London Grand Prix - 21,49 s
- 2009: 21e WK - 20,81 s

### 4 x 100 m estafette
- 2007: 4e Weltklasse Zürich - 39,24 s
- 2008:  AtletiCaGenève - 39,02 s
- 2008:  Grand Prix Madrid - 38,99 s
- 2009: 6e Weltklasse Zürich - 38,78 s

## Onderscheidingen
- Zwitsers atleet van het jaar 2009
- Zwitsers team van het jaar (4 x 100 m) 2008-2009

- Gemeinsame Normdatei: 1187183423
- World Athletics: 14225902
- Virtual International Authority File: 3933155919085539730005
- WorldCat: E39PBJmxYkbfhRvxbPX7qCkxDq